# Phyllophaga sinuaticeps
Phyllophaga sinuaticeps är en skalbaggsart som beskrevs av Moser 1921. Phyllophaga sinuaticeps ingår i släktet Phyllophaga och familjen Melolonthidae. Inga underarter finns listade i Catalogue of Life.